# G-Amado
Gonçalo Jorge Amado da Veiga (Lisboa, 11 de abril de 1985) é um cantor e produtor musical português de kizomba, Rhythm and Blues com ascendência cabo-verdiana. G-Amado participou na banda sonora da telenovela A Única Mulher da TVI, com as canções "Estrela Guia",  "Mulher Perfeita" e "Louca", com os cantores Badoxa e Edmundo Vieira.

## Discografia

### Álbuns
- 2012 – Nhas Letras
- 2014 – Capítulos[6]
- 2016 – Além do Amor[7]
- 2019 – O Teu Moço

### Singles
- 2011 – "Bo Ca Ta Amam"
- 2013 – "Nha Vida"
- 2015 – "Casamento"
- 2015 – "Ela Me Kuia" (com participação de Daduh King)

### Participações
- Badoxa com G-Amado – "Mulher Perfeita"
- I.Van com G-Amado – "Desbloquear"
- G-Snake com G-Amado – "Melaço"
- DJ Pausas com G-Amado e Don G – "Esta Noite"

### Bandas sonoras
- 2015 - "Estrela Guia" – telenovela A Única Mulher da TVI
- 2016 - "Louca", com Edmundo Vieira – telenovela A Única Mulher da TVI